# Physothorax annuliger
Physothorax annuliger är en stekelart som beskrevs av Mayr 1885. Physothorax annuliger ingår i släktet Physothorax och familjen gallglanssteklar. Inga underarter finns listade i Catalogue of Life.